# Eleição municipal de Ananindeua em 2020
A eleição municipal da cidade de Ananindeua em 2020 ocorreu no dia 15 de novembro, com o objetivo de eleger um prefeito, um vice-prefeito e 25 vereadores responsáveis pela administração da cidade. O processo eleitoral de 2020 está marcado pela sucessão para o cargo ocupado pelo atual prefeito Manoel Carlos Antunes, Manoel Pioneiro, do Partido da Social Democracia Brasileira (PSDB), que não poderá disputar a reeleição, visto que foi eleito em duas ocasiões: 2012 e 2016, assumindo assim o cargo por duas vezes consecutivas.
Foi eleito como prefeito o deputado estadual, presidente da ALEPA e ex-vereador de Ananindeua, Daniel Santos, do Movimento Democrático Brasileiro (MDB), trazendo como o vice o vereador Erick Monteiro, do Partido da Social Democracia Brasileira (PSDB), sendo a primeira eleição na história do município e também no Pará desde a redemocratização a ter os caciques políticos MDB e PSDB juntos. Além disso, se destacou também pela expressiva votação do Partido Socialismo e Liberdade (PSOL), que apresentou a candidata Lívia Noronha, terminando em segundo lugar, sendo a melhor marca do partido no município desde sua estreia nas eleições municipais em 2008.

## Contexto político e pandemia
As eleições municipais de 2020 estão sendo marcadas, antes mesmo de iniciada a campanha oficial, pela pandemia do coronavírus SARS-CoV-2 (causador da COVID-19), o que está fazendo com que os partidos remodelem suas metodologias de pré-campanha. O Tribunal Superior Eleitoral (TSE) autorizou os partidos a realizarem as convenções para escolha de candidatos aos escrutínios por meio de plataformas digitais de transmissão, para evitar aglomerações que possam proliferar o vírus. Alguns partidos recorreram a mídias digitais para lançar suas pré-candidaturas.
Além disso, a partir deste pleito, será colocada em prática a Emenda Constitucional 97/2017, que proíbe a celebração de coligações partidárias para as eleições legislativas, o que pode gerar um inchaço de candidatos ao legislativo. Conforme reportagem publicada pelo jornal Brasil de Fato em 11 de fevereiro de 2020, o país poderá ultrapassar a marca de 1 milhão de candidatos a prefeito, vice-prefeito e vereador neste escrutínio, o que não seria necessariamente bom, na opinião do professor Carlos Machado, da UnB (Universidade de Brasília): “Temos o hábito de criticar de forma intensa a coligação partidária, sem parar para refletir sobre os elementos positivos dela. O número de candidatos que um partido pode apresentar numa eleição, varia se ele estiver dentro de uma coligação, porque quando os partidos participam de uma coligação, eles são considerados como um único partido", afirmou Machado na reportagem.

## Candidatos
| Candidato(a) a prefeito(a) | Candidato(a) a prefeito(a) | Candidato(a) a prefeito(a) | Candidato(a) a vice-prefeito(a) | Nº | Coligação/Partido |
| -------------------------- | -------------------------- | -------------------------- | ------------------------------- | -- | --- |
|                            |                            | Alan Bitar Cidadania       | Dora Cunha Cidadania            | 23 | Cidadania |
|                            |                            | Carlito Begot PSD          | Raimundo Laércio PSD            | 55 | Partido Social Democrático PSD                                                                                                |
|                            |                            | Daniel Santos MDB          | Erick Monteiro PSDB             | 15 | Ananindeua de Coração MDB, PSDB, DEM, PV, PODE, Republicanos, Avante, PCdoB, PROS, PSB, PSC, PSL, PL, Solidariedade, Patriota |
|                            |                            | Jackson Azevedo PRTB       | Ednardo Dantas PRTB             | 28 | Partido Renovador Trabalhista Brasileiro PRTB                                                                                 |
|                            |                            | João Bernades PTC          | Helismauro Costa PTC            | 36 | Partido Trabalhista Cristão PTC                                                                                               |
|                            |                            | Lívia Noronha PSOL         | Antônio Carlos PSOL             | 50 | Partido Socialismo e Liberdade PSOL                                                                                           |
|                            |                            | Pedro Soares PT            | Fátima Afonso PT                | 13 | Partido dos Trabalhadores PT                                                                                                  |

- O PDT decidiu por não declarar apoio a nenhum candidato, lançando apenas as candidaturas a vereador.

## Pesquisas de Opinião

### Candidatos
| Fonte | Data(s) conduzidas | Amostragem | Dr.Daniel MDB | Carlito Begot PSD | Alan Bittar Cidadania | Pedro Soares PT | Lívia Noronha PSOL | Jackson Azevedo PRTB | João Bernades PTC | Abst. Indec. | Vantagem |      |      |      |   |     |
| ----- | ------------------ | ---------- | ------------- | ----------------- | --------------------- | --------------- | ------------------ | -------------------- | ----------------- | ------------ | -------- | ---- | ---- | ---- | - | --- |
| Fonte | Data(s) conduzidas | Amostragem | DOXA          | 4-6 Nov           | 600                   | 79,5%           | 10,5%              | 4,6%                 | 0,4%              | Abst. Indec. | Vantagem | 4,6% | 0,2% | 0,2% | — | 69% |
| 67,5% | 8,9%               | 3,9%       | DOXA          | 4-6 Nov           | 600                   | 0,3%            | 3.9%               | 0,2%                 | 0,2%              | 15,1%        | 58,6%    |      |      |      |   |     |
| DOXA  | 26-28 Out          | 600        | 81,8%         | 13,9%             | 3,7%                  | 0%              | 0,7%               | 0%                   | 0%                | —            | 87,9%    |      |      |      |   |     |
| DOXA  | 26-28 Out          | 600        | 53,8%         | 9,1%              | 2,4%                  | 0%              | 0,4%               | 0%                   | 0%                | 34,2%        | 44,7%    |      |      |      |   |     |
| DOXA  | 26-28 Out          | 600        | 43,1%         | 4,4%              | 2%                    | 0%              | 0,4%               | 0%                   | 0%                | 50,1%        | 38,7%    |      |      |      |   |     |
| DOXA  | 24-27 Set          | 600        | 25,2%         | 3,2%              | 1,8%                  | 1,4%            | 1,2%               | 1,1%                 | 0,5%              | 65,6%        | 22%      |      |      |      |   |     |
| DOXA  | 24-27 Set          | 600        | 52,7%         | 5,2%              | 3,2%                  | 2,3%            | 2,1%               | 1,5%                 | 1,1%              | 31,6%        | 47,5%    |      |      |      |   |     |
| DOXA  | 24-27 Set          | 600        | 77%           | 7,6%              | 5,1%                  | 3,4%            | 3,1%               | 2,2%                 | 1,6%              | —            | 69,4%    |      |      |      |   |     |

### Pré-candidatos

#### 2020
| Fonte | Data(s) conduzidas | Amostragem | Dr.Daniel MDB | Miro Sanova PDT | Jefferson Lima PP | Carlito Begot PSD | Newton do PT PT | Capitão Marcony PRTB | Beto Andrade PSOL | Lívia Noronha PSOL | Alan Bittar Cidadania | Outros | Abst. Indec. | Vantagem |   |   |      |      |       |       |
| ----- | ------------------ | ---------- | ------------- | --------------- | ----------------- | ----------------- | --------------- | -------------------- | ----------------- | ------------------ | --------------------- | ------ | ------------ | -------- | - | - | ---- | ---- | ----- | ----- |
| Fonte | Data(s) conduzidas | Amostragem | DOXA          | 30 Jun - 2 Jul  | 500               | 23,3%             | 1%              | —                    | 0,3%              | —                  | —                     | Outros | Abst. Indec. | Vantagem | — | — | 0,8% | 2,2% | 63,3% | 22,3% |
| 47,8% | 8,4%               | —          | DOXA          | 30 Jun - 2 Jul  | 500               | 2,9%              | 0,8%            | 3,9%                 | —                 | 2,6%               | 5,8%                  | —      | 28,1%        | 39,4%    |   |   |      |      |       |       |
| 53,5% | 16,2%              | —          | DOXA          | 30 Jun - 2 Jul  | 500               | 5,6%              | 1%              | 7,6%                 | —                 | 5,1%               | 11,1%                 | —      | —            | 37,3%    |   |   |      |      |       |       |
| DOXA  | 29 Jan - 1 Fev     | 500        | 26,9%         | 4,2%            | 2,1%              | 1,6%              | 0,2%            | —                    | 0,2%              | —                  | 0,2%                  | 1,2%   | 63,3%        | 22,7%    |   |   |      |      |       |       |
| DOXA  | 29 Jan - 1 Fev     | 500        | 57,5%         | 8,2%            | —                 | 3,3%              | 3,3%            | 2,8%                 | 1,6%              | —                  | 0,7%                  | —      | 22,6%        | 49,3%    |   |   |      |      |       |       |
| DOXA  | 29 Jan - 1 Fev     | 500        | 74,3%         | 10,6%           | —                 | 4,3%              | 4,3%            | 3,6%                 | 2,1%              | —                  | 0,9%                  | —      | —            | 63,7%    |   |   |      |      |       |       |

## Resultados

### Prefeitura
| Candidato(a)           | Candidato(a)            | Vice                   | 1º turno 15 de novembro de 2020 | 1º turno 15 de novembro de 2020 |
| Candidato(a)           | Candidato(a)            | Vice                   | Total                           | Porcentagem                     |
| ---------------------- | ----------------------- | ---------------------- | ------------------------------- | ------------------------------- |
|                        | Daniel Santos (MDB)     | Érick Monteiro (PSDB)  | 152.352                         | 67,70%                          |
|                        | Lívia Noronha (PSOL)    | Antônio Carlos (PSOL)  | 27.098                          | 12,04%                          |
|                        | Carlito Begot (PSD)     | Raimundo Laércio (PSD) | 19.832                          | 8,81%                           |
|                        | Alan Bittar (Cidadania) | Dora Cunha (Cidadania) | 18.903                          | 8,40%                           |
|                        | Pedro Soares (PT)       | Fátima Afonso (PT)     | 4.120                           | 1,83%                           |
|                        | João Bernades (PTC)     | Helismauro Costa (PTC) | 1.379                           | 0,61%                           |
|                        | Jackson Azevedo (PRTB)  | Ednardo Dantas (PRTB)  | 1.372                           | 0,61%                           |
| Total de votos válidos | Total de votos válidos  | Total de votos válidos | 225.056                         | 100%                            |
| → Votos em branco      | → Votos em branco       | → Votos em branco      | 15.421                          | 5,87%                           |
| → Votos nulos          | → Votos nulos           | → Votos nulos          | 22.461                          | 8,54%                           |
| Total de votos         | Total de votos          | Total de votos         | 262.938                         | 79,67%                          |
| Abstenções             | Abstenções              | Abstenções             | 67.076                          | 20,33%                          |
| Total de inscritos     | Total de inscritos      | Total de inscritos     | 330.014                         | 100%                            |

### Câmara Municipal
| Nº                     | Partido                                         | Votos populares | Votos populares | Vagas   | Vagas |
| Nº                     | Partido                                         | Votos           | %               | Eleitos | ±     |
| ---------------------- | ----------------------------------------------- | --------------- | --------------- | ------- | ----- |
| 15                     | Movimento Democrático Brasileiro (MDB)          | 40.297          | 18,39%          | 6       | +5    |
| 45                     | Partido da Social Democracia Brasileira (PSDB)  | 31.856          | 13,44%          | 4       | -2    |
| 40                     | Partido Socialista Brasileiro (PSB)             | 17.691          | 7,74%           | 2       | 0     |
| 90                     | Partido Republicano da Ordem Social (PROS)      | 16.088          | 5,70%           | 2       | 0     |
| 70                     | Avante                                          | 14.691          | 5,73%           | 2       | +1    |
| 10                     | Republicanos                                    | 14.593          | 6,15%           | 2       | +1    |
| 20                     | Partido Social Cristão (PSC)                    | 14.222          | 5,73%           | 2       | 0     |
| 25                     | Democratas (DEM)                                | 13.450          | 5,66%           | 1       | -1    |
| 12                     | Partido Democrático Trabalhista (PDT)           | 12.988          | 5,60%           | 1       | -1    |
| 43                     | Partido Verde (PV)                              | 10.364          | 4,26%           | 1       | 0     |
| 22                     | Partido Liberal (PL)                            | 8.718           | 3,47%           | 1       | +1    |
| 55                     | Partido Social Democrático (PSD)                | 6.842           | 3,06%           | 0       | 0     |
| 19                     | Podemos (PODE)                                  | 6.800           | 2,98%           | 1       | +1    |
| 23                     | Cidadania                                       | 4.863           | 2,22%           | 0       | 0     |
| 50                     | Partido Socialismo e Liberdade (PSOL)           | 4.465           | 2,21%           | 0       | 0     |
| 77                     | Solidariedade                                   | 4.424           | 1,87%           | 0       | 0     |
| 65                     | Partido Comunista do Brasil (PCdoB)             | 4.038           | 1,68%           | 0       | 0     |
| 13                     | Partido dos Trabalhadores (PT)                  | 3.259           | 1,50%           | 0       | 0     |
| 28                     | Partido Renovador Trabalhista Brasileiro (PRTB) | 2.467           | 1,07%           | 0       | 0     |
| 51                     | Patriota                                        | 2.190           | 0,96%           | 0       | 0     |
| 36                     | Partido Trabalhista Cristão (PTC)               | 876             | 0,43%           | 0       | 0     |
| 18                     | Rede Sustentabilidade (REDE)                    | 169             | 0,08%           | 0       | 0     |
| 17                     | Partido Social Liberal (PSL)                    | 55              | 0,04%           | 0       | 0     |
| Total de votos válidos | Total de votos válidos                          | 241.176         | 99,21%          | 25      | 25    |
| → Votos em branco      | → Votos em branco                               | 9.211           | 3,50%           | 25      | 25    |
| → Votos nulos          | → Votos nulos                                   | 10.649          | 4,04%           | 25      | 25    |
| Total de votos         | Total de votos                                  | 262.938         | 79,67%          | 25      | 25    |
| Abstenções             | Abstenções                                      | 67.076          | 20,33%          | 25      | 25    |
| Total de inscritos     | Total de inscritos                              | 330.014         | 100%            | 25      | 25    |

| Nº    | Candidato              | Partido      | Votos |
| ----- | ---------------------- | ------------ | ----- |
| 10123 | Aurélio Rodrigues      | REPUBLICANOS | 5.593 |
| 12112 | Bob Flay               | PDT          | 4.798 |
| 15678 | Dr. Flávio             | MDB          | 3.951 |
| 45618 | Francy Pereira         | PSDB         | 3.844 |
| 15555 | Pará                   | MDB          | 3.708 |
| 70111 | Rui Begot              | AVANTE       | 3.488 |
| 15151 | Braga                  | MDB          | 3.335 |
| 15777 | Pastora Ray Tavares    | MDB          | 3.274 |
| 45333 | Diego Alves            | PSDB         | 3.000 |
| 45622 | Nice Ruffeil           | PSDB         | 2.961 |
| 15456 | Professora Leila Leite | MDB          | 2.939 |
| 15123 | Coronel Osmar          | MDB          | 2.928 |
| 70123 | Zezinho Lima           | AVANTE       | 2.675 |
| 45555 | Vanderray SIlva        | PSDB         | 2.625 |
| 25100 | Bolinha                | DEM          | 2.347 |
| 90123 | Douglas Marcos         | PROS         | 2.268 |
| 40022 | Chiquinho Silva        | PSB          | 2.189 |
| 40060 | Elton Nunes            | PSB          | 2.109 |
| 43123 | Breno Mesquita         | PV           | 1.981 |
| 20444 | Fernando Gato          | PSC          | 1.696 |
| 20000 | Fabrício Miranda       | PSC          | 1.683 |
| 90999 | Antônio da Moto        | PROS         | 1.634 |
| 10910 | Geise Fenix            | REPUBLICANOS | 1.614 |
| 19999 | Félix Júnior           | PODE         | 1.419 |
| 22222 | Dedê                   | PL           | 1.419 |